# Coupe d'Ukraine de football
La Coupe d'Ukraine de football (en ukrainien : Кубок України, Koubok Ukraïny) est une compétition de football à élimination directe créée en 1992. Elle est organisée par la Fédération de football d'Ukraine.
Elle est accessible à tous les clubs professionnels d'Ukraine, soit les participants aux trois premières divisions du championnat ukrainien, ainsi qu'à certains clubs amateurs. Le vainqueur de la compétition obtient une place pour l'édition suivante de la Ligue Europa et se qualifie par ailleurs pour l'édition suivante de la Supercoupe d'Ukraine face au vainqueur du championnat ukrainien.
L'actuel tenant du titre est le Chakhtar Donetsk, vainqueur de l'édition 2024-2025. Il est également le club le plus titré de la compétition avec quinze coupes remportées. De la même façon que dans le championnat ukrainien, le Chakhtar Donetsk et le Dynamo Kiev (13 titres) se partagent la grande majorité des titres dans la compétition, seuls quatre trophées leur ayant échappés. La troisième équipe la plus titrée est ainsi le Tchornomorets Odessa qui l'a emporté à deux reprises en 1992 et 1994 tandis que le Vorskla Poltava (2009) et le Tavria Simferopol (2010) se partagent les deux coupes restantes.

## Format et participants
L'intégralité des équipes participants aux trois premières divisions du championnat ukrainien, c'est-à-dire les clubs professionnels, sont autorisés à prendre part à la coupe d'Ukraine, avec l'exception des clubs-écoles liés directement à une autre équipe participante. Les deux finalistes de la coupe d'Ukraine amateur (en) sont également qualifiés pour la compétition.
La coupe prend la forme d'un tournoi à élimination directe. En cas d'égalité au terme du temps réglementaire, la rencontre passe en prolongation puis aux tirs au but si celle-ci ne permet pas de départager les deux équipes. Les éditions disputées entre 1992 et 2008 voient la mise en place de confrontations en deux manches sur certaines, voire l'ensemble, des phases de la compétition à l'exception de la finale qui s'est toujours déroulée sur une seule rencontre. L'édition 2008-2009 a quant à elle vue la brève mise en place de matchs rejoués en cas d'égalité lors des quarts ou des demi-finales, ce cas s'étant produit lors de la demi-finale entre le Metalist Kharkiv et le Vorskla Poltava. Entre 1992 et 2007, la finale est disputée exclusivement au Stade olympique de Kiev. Par la suite, celle-ci devient itinérante à travers le pays.
Lors de ses premières éditions, la coupe est alors organisée par la Fédération d'Ukraine de football, et ce jusqu'à la formation de la Ligue de football professionnel ukrainienne (en) en 1996, qui prend alors en main l'organisation de la compétition. La création en 2008 de la Première Ligue ukrainienne (uk) voit cette nouvelle organisation prendre en main la phase finale de la compétition (à partir des seizièmes de finale). En 2017, la coupe repasse finalement sous le contrôle de la fédération ukrainienne.
Le vainqueur de la coupe d'Ukraine se qualifie par ailleurs pour la Ligue Europa (Coupe UEFA jusqu'en 2009). Jusqu'à la saison 2014-2015, si le vainqueur de la compétition était déjà qualifié pour la Ligue des champions par le biais du championnat, cette place européenne était reversée au finaliste. Cela n'est depuis plus le cas, la place étant réattribuée par le biais du championnat depuis 2015. Le tenant du titre se qualifie également pour la Supercoupe d'Ukraine où il affronte le champion d'Ukraine en titre, ou son dauphin si le club a réalisé le doublé la saison précédente.

## Histoire
La coupe d'Ukraine succède à l'ancienne coupe de la RSS d'Ukraine organisée sous l'Union soviétique à partir de 1936. Selon les éditions, celle-ci ne concernait cependant pas nécessairement les équipes prenant part aux différentes divisions du championnat soviétique, en particulier celles participant à la première division qui se retirent définitivement à partir de 1949, ce qui n'a pas empêché le Dynamo Kiev de remporter sept des dix premières éditions entre 1936 et 1948 et d'être de loin le club le plus titré de la compétition. Celle-ci a de plus connue plusieurs longues interruptions entre 1959 et 1971 puis de 1977 à 1989.
La première édition de la coupe d'Ukraine sous sa forme actuelle est organisée entre les mois de février et mai 1992 et voit la victoire du Tchornomorets Odessa sur le Metalist Kharkiv pour ce qui est l'une des trois seules finales à ne pas concerner le Chakhtar Donetsk ou le Dynamo Kiev. Cette dernière équipe remporte l'édition 1992-1993 avant que le Tchornomorets ne gagne son deuxième et dernier titre en 1994. Le Chakhtar Donetsk remporte quant à lui sa première coupe l'année suivante.
À partir de 1995, la coupe devient presque entièrement monopolisée par le Chakhtar Donetsk et le Dynamo Kiev, qui remportent à eux deux 24 des 26 éditions disputées entre 1995 et 2020. Les deux seuls titres qui leur échappent sont remportés par le Vorskla Poltava en 2009 et par le Tavria Simferopol en 2010. La période des années 2010 en particulier est dominée en grande majorité par le Chakhtar Donetsk, qui gagne sept coupes durant cette période.

## Palmarès
| Saison    | Vainqueur                | Score                | Finaliste             | Stade                           | Affluence           |
| --------- | ------------------------ | -------------------- | --------------------- | ------------------------------- | ------------------- |
| 1992      | Tchornomorets Odessa     | 1 - 0 ap             | Metalist Kharkiv      | Stade républicain, Kiev         | 12 000              |
| 1992-1993 | Dynamo Kiev              | 2 - 1                | Karpaty Lviv          | Stade républicain, Kiev         | 47 000              |
| 1993-1994 | Tchornomorets Odessa (2) | 0 - 0 ap (5 - 3 tab) | Tavria Simferopol     | Stade républicain, Kiev         | 5 000               |
| 1994-1995 | Chakhtar Donetsk         | 1 - 1 ap (7 - 6 tab) | Dnipro Dnipropetrovsk | Stade républicain, Kiev         | 42 500              |
| 1995-1996 | Dynamo Kiev (2)          | 2 - 0                | Nyva Vinnitsa         | Stade olympique, Kiev           | 47 000              |
| 1996-1997 | Chakhtar Donetsk (2)     | 1 - 0                | Dnipro Dnipropetrovsk | Stade olympique, Kiev           | 26 000              |
| 1997-1998 | Dynamo Kiev (3)          | 2 - 1                | CSKA Kiev             | Stade olympique, Kiev           | 43 500              |
| 1998-1999 | Dynamo Kiev (4)          | 3 - 0                | Karpaty Lviv          | Stade olympique, Kiev           | 71 000              |
| 1999-2000 | Dynamo Kiev (5)          | 1 - 0                | Kryvbass Kryvyï Rih   | Stade olympique, Kiev           | 45 500              |
| 2000-2001 | Chakhtar Donetsk (3)     | 2 - 1 ap             | CSKA Kiev             | Stade olympique, Kiev           | 55 000              |
| 2001-2002 | Chakhtar Donetsk (4)     | 3 - 2 ap             | Dynamo Kiev           | Stade olympique, Kiev           | 81 000              |
| 2002-2003 | Dynamo Kiev (6)          | 2 - 1                | Chakhtar Donetsk      | Stade olympique, Kiev           | 71 000              |
| 2003-2004 | Chakhtar Donetsk (5)     | 2 - 0                | Dnipro Dnipropetrovsk | Stade olympique, Kiev           | 60 000              |
| 2004-2005 | Dynamo Kiev (7)          | 1 - 0                | Chakhtar Donetsk      | Stade olympique, Kiev           | 68 000              |
| 2005-2006 | Dynamo Kiev (8)          | 1 - 0                | Metalurh Zaporijia    | Stade olympique, Kiev           | 25 000              |
| 2006-2007 | Dynamo Kiev (9)          | 2 - 1                | Chakhtar Donetsk      | Stade olympique, Kiev           | 64 500              |
| 2007-2008 | Chakhtar Donetsk (6)     | 2 - 0                | Dynamo Kiev           | Stade Metalist, Kharkiv         | 28 000              |
| 2008-2009 | Vorskla Poltava          | 1 - 0                | Chakhtar Donetsk      | Dnipro Arena, Dnipropetrovsk    | 25 700              |
| 2009-2010 | Tavria Simferopol        | 3 - 2 ap             | Metalurh Donetsk      | Stade Metalist, Kharkiv         | 21 000              |
| 2010-2011 | Chakhtar Donetsk (7)     | 2 - 0                | Dynamo Kiev           | Stade Ioubileïny, Soumy         | 27 800              |
| 2011-2012 | Chakhtar Donetsk (8)     | 2 - 1 ap             | Metalurh Donetsk      | Stade olympique, Kiev           | 47 314              |
| 2012-2013 | Chakhtar Donetsk (9)     | 3 - 0                | Tchornomorets Odessa  | Stade Metalist, Kharkiv         | 40 003              |
| 2013-2014 | Dynamo Kiev (10)         | 2 - 1                | Chakhtar Donetsk      | Stade Vorskla, Poltava          | 9 700               |
| 2014-2015 | Dynamo Kiev (11)         | 0 - 0 ap (5 - 4 tab) | Chakhtar Donetsk      | Stade olympique, Kiev           | 53 455              |
| 2015-2016 | Chakhtar Donetsk (10)    | 2 - 0                | Zorya Louhansk        | Arena Lviv, Lviv                | 21 720              |
| 2016-2017 | Chakhtar Donetsk (11)    | 1 - 0                | Dynamo Kiev           | Stade Metalist, Kharkiv         | 25 000              |
| 2017-2018 | Chakhtar Donetsk (12)    | 2 - 0                | Dynamo Kiev           | Dnipro Arena, Dnipro            | 28 155              |
| 2018-2019 | Chakhtar Donetsk (13)    | 4 - 0                | Inhoulets Petrove     | Slavutych-Arena (en), Zaporijia | 11 100              |
| 2019-2020 | Dynamo Kiev (12)         | 1 - 1 ap (8 - 7 tab) | Vorskla Poltava       | Stade Metalist, Kharkiv         | 0                   |
| 2020-2021 | Dynamo Kiev (13)         | 1 - 0 ap             | Zorya Louhansk        | Stade municipal (en), Ternopil  | 3 000               |
| 2021-2022 | Titre non décerné        | Titre non décerné    | Titre non décerné     | Titre non décerné               | Titre non décerné   |
| 2022-2023 | Compétition annulée      | Compétition annulée  | Compétition annulée   | Compétition annulée             | Compétition annulée |
| 2023-2024 | Chakhtar Donetsk (14)    | 2 - 1                | Vorskla Poltava       | Stade Avanhard (en), Rivne      |                     |
| 2024-2025 | Chakhtar Donetsk (15)    | 1 - 1 ap (6 - 5 tab) | Dynamo Kiev           | Stade central (en), Jytomyr     |                     |

1. ↑  La rencontre est disputée à huis clos en raison de la pandémie de Covid-19 en Ukraine.
2. ↑  À la suite de l'invasion de l'Ukraine par la Russie, l'ensemble des compétitions sportives sont arrêtées. De ce fait, le titre n'est pas attribué.
3. ↑  À la suite de l'invasion de l'Ukraine par la Russie, la compétition n'est pas disputée.

### Bilan par club
Le tableau ci-dessous résume les différents vainqueurs et finalistes de la compétition. Les équipes en italique n'existent plus.
| Club                  | Victoire(s) | Finale(s) | Éditions(s) remportée(s)                                                                 |
| --------------------- | ----------- | --------- | ---------------------------------------------------------------------------------------- |
| Chakhtar Donetsk      | 15          | 6         | 1995, 1997, 2001, 2002, 2004, 2008, 2011, 2012, 2013, 2016, 2017, 2018, 2019, 2024, 2025 |
| Dynamo Kiev           | 13          | 6         | 1993, 1996, 1998, 1999, 2000, 2003, 2005, 2006, 2007, 2014, 2015, 2020, 2021             |
| Tchornomorets Odessa  | 2           | 1         | 1992, 1994                                                                               |
| Vorskla Poltava       | 1           | 2         | 2009                                                                                     |
| Tavria Simferopol     | 1           | 1         | 2010                                                                                     |
| Dnipro Dnipropetrovsk | -           | 3         |                                                                                          |
| Karpaty Lviv          | -           | 2         |                                                                                          |
| Metalurh Donetsk      | -           | 2         |                                                                                          |
| Arsenal Kiev          | -           | 2         |                                                                                          |
| Zorya Louhansk        | -           | 2         |                                                                                          |
| Metalist Kharkiv      | -           | 1         |                                                                                          |
| Kryvbass Kryvyï Rih   | -           | 1         |                                                                                          |
| Metalurh Zaporijia    | -           | 1         |                                                                                          |
| Nyva Vinnytsia        | -           | 1         |                                                                                          |
| Inhoulets Petrove     | -           | 1         |                                                                                          |

1. ↑  Finaliste en 1998 et 2001 sous le nom CSKA Kiev.